# Begstvo mistera Mak-Kinli
Begstvo mistera Mak-Kinli (russisk: Бегство мистера Мак-Кинли) er en sovjetisk spillefilm fra 1975 af Mikhail Sjvejtser.

## Medvirkende
- Donatas Banionis — Mr. McKinley
- Zjanna Bolotova — Miss Bettle
- Angelina Stepanova — Mrs. Ann Shamway
- Boris Babotjkin — Sam Boulder
- Alla Demidova